# Prospero X-3

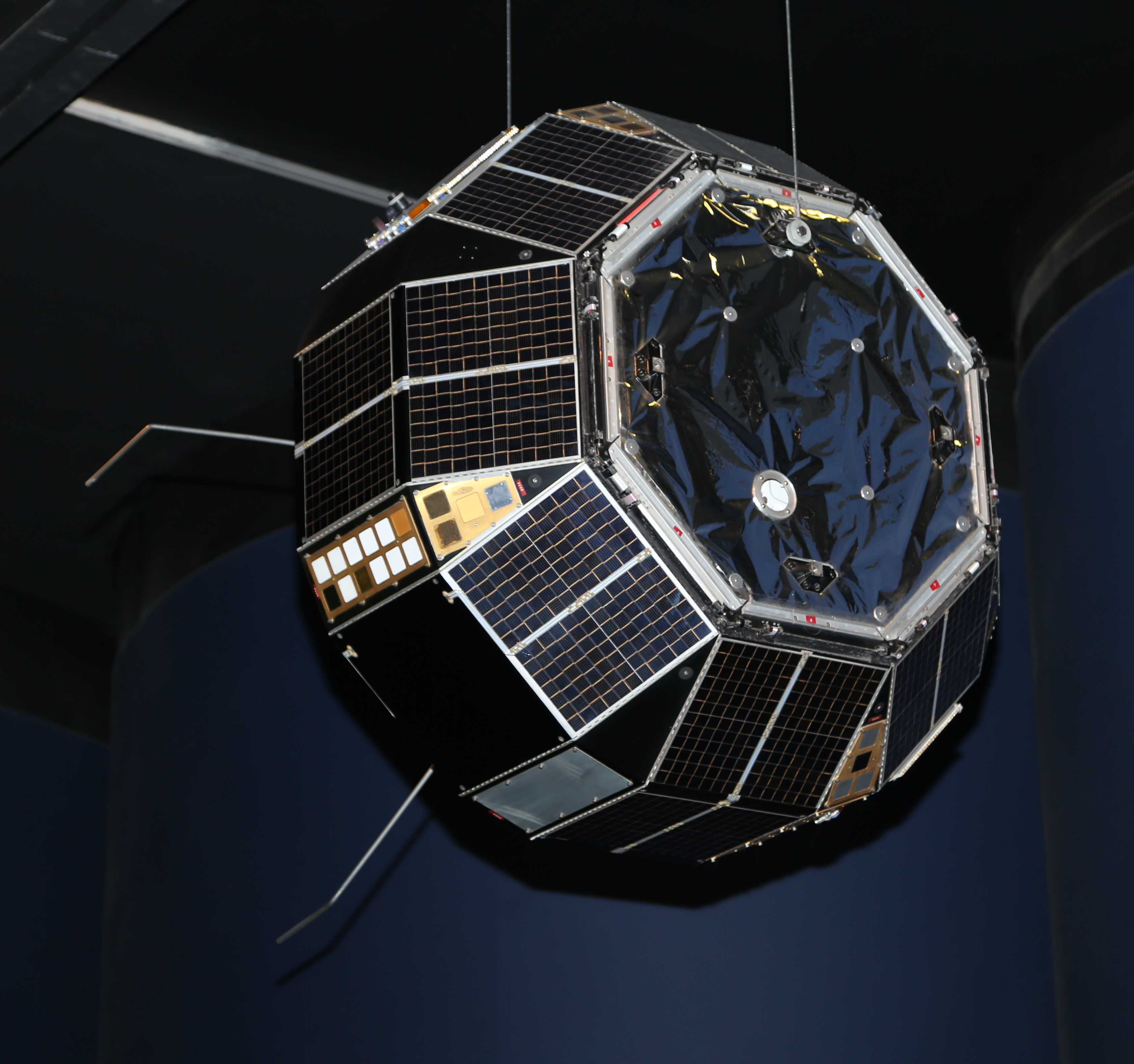
O satélite Prospero num museu em Londres.

Prospero, também conhecido como X-3, foi a designação de um satélite lançado pelo Reino Unido em 28 de Outubro de 1971.
Ele foi projetado para executar uma série de experimentos para estudar os efeitos do ambiente espacial em satélites de comunicação, permanecendo operacional até 1973, depois do que ele foi contactado anualmente por mais de vinte e cinco anos.
O Prospero foi o primeiro (e até agora o único) satélite britânico a ser lançado por um foguete também britânico. Na verdade, o primeiro satélite britânico colocado em órbita foi o Ariel 1, lançado em Abril de 1962, por um foguete Thor-Delta de origem Norte americana.